# Idioma nenezo
El nénets o nenezo es el idioma hablado por los nénets. Pertenece a la rama lingüística samoyeda y su número de hablantes es de aproximadamente 30 000 personas distribuidas en un vasto territorio comprendido entre la península de Kola y el río Yeniséi, en la costa ártica rusa.
Tradicionalmente se ha dividido en dos dialectos: el "nenezo de tundra" y el "nenezo de bosque"; sin embargo, recientemente ha incrementado la tendencia a diferenciar estas dos variedades como dos lenguas distintas, dada la ininteligibilidad entre ambas. De los dos, es el nenezo de tundra el que tiene el mayor número de hablantes.

## Historia
La llegada de los nénets a su actual territorio se remonta al primer milenio de nuestra era. Los de la parte europea estuvieron en estrecho contacto con los komis y, más tarde, con los rusos; mientras que los de la parte siberiana, con los jantýs, mansís, samoyedos y otros pueblos, como dejan en claro los préstamos lingüísticos a esta lengua. Algunos nénets se trasladaron a la península de Kola durante el siglo XIX, de donde fueron desalojados debido a los ensayos nucleares de la era soviética.
Actualmente, después de la colectivización, la reubicación de muchos pueblos y el activo desarrollo de la industria petrolera y gasífera en sus tierras amenazan los tradicionales modos de vida de los nénets. Sin embargo, su idioma todavía goza de un relativo buen uso, sobre todo entre los nénets que viven en la tundra.

## Distribución geográfica
El nenezo es hablado en una amplia zona en el norte de Rusia que comprende el territorio de Nenetsia y Yamalo-Nénets, así como algunas zonas del krai de Krasnoyarsk, Komi y la parte oriental del óblast de Múrmansk en la península de Kola.

## Fonología
El nenezo tiene una estructura silábica CV(C); en otras palabras, una sílaba puede contener una consonante inicial, una vocal media y una consonante final alternativa. Algunos ejemplos son: ya (“tierra”), wada (“palabra”) y ŋarka (“grande”). Una vocal schwa o corta, a veces, puede aparecer en lugar de una consonante final. Aunque formalmente en este idioma no hay palabras que comiencen por vocal; en la práctica, esto a veces sucede en los dialectos occidentales, especialmente debido a la pérdida de ŋ inicial. Por ejemplo, arka “grande” (en el habla occidental) por ŋarka (en el habla oriental y central estándar).
A pesar de esto, la estructura silábica es bastante coherente en todos los dialectos: no hay diptongos, ni grupos consonánticos finales o iniciales, tampoco hay grupos intermedios de más de dos consonantes.

### Vocales
| Schwa  | ə  |    |   |   |   |
| Cortas | ø  |    |   |   |   |
| Medias | a  | e  | i | o | u |
| Largas | iː | uː | æ |   |   |

Algunos dialectos substituyen el æ con e.

### Consonantes
| Sordas      | k | kʲ / c | p | pʲ     | t | tʲ / ƫ |
| Sonoras     | ɡ | ɡʲ / ɟ | b | bʲ     | d | dʲ     |
| Africadas   | ʦ | ʦʲ / ʨ |   |        |   |        |
| Fricativas  | s | sʲ / ɕ | ʒ | ʒʲ / ʑ |   |        |
| Nasales     | m | mʲ     | n | nʲ / ɲ | ŋ |        |
| Líquidas    | l | lʲ / ʎ | r | rʲ     |   |        |
| Semivocales | h | hʲ / ç | w | j      | ʔ |        |

La marca 〈ʲ〉indica palatalización o un movimiento hacia la articulación palatal o la articulación palatal secundaria.

## Escritura
El nenezo se escribe con un alfabeto cirílico que incorpora los caracteres Ӈ, ' y ".
| А а а  | Б б бе | В в ве | Г г ге | Д д де | Е е е  | Ё ё ё  | Ж ж же |
| З з зе | И и и  | Й й й  | й й    | К к ка | Л л ел | М м ем | Н н ен |
| Ӈ ӈ еӈ | О о о  | П п пе | Р р ер | С с ес | Т т те | У у у  | Ф ф еф |
| Х х ха | Ц ц це | Ч ч че | Ш ш ша | Щ щ ща | Ъ ъ ъ  | Ы ы ы  |        |
| Ь ь ь  | Э э э  | Ю ю ю  | Я я я  | '      | "      |        |        |